# Zygmunt Paszek
Zygmunt Paszek (ur. 18 kwietnia 1924 w Grodzisku Wielkopolskim, zm. 7 lutego 1989 w Poznaniu) – polski architekt i urbanista.

## Życiorys
W 1951 ukończył studia na Wydziale Architektury Szkoły Inżynierskiej w Poznaniu. Od 1951 do 1956 pracował w poznańskim Miastoprojekcie (pracownia urbanistyczna), a następnie (do 1958) w Wojewódzkiej Pracowni Urbanistycznej w Zielonej Górze (kierownik). Następnie zatrudniony był w: Miejskiej Pracowni Urbanistycznej w Poznaniu (1958-1963, kierował tą jednostką), Pracowni Planów Regionalnych w Poznaniu (1963-1968) i Wojewódzkiej Pracowni Urbanistycznej w Poznaniu (1968-1976). Od 1976 wykładał w Instytucie Architektury i Planowania Przestrzennego Politechniki Poznańskiej. Był współtwórcą planów ogólnych miast Polski zachodniej i kierował powstaniem pełnobranżowego planu miasta Poznania. Wykonał też wiele planów ogólnych i szczegółowych miast wielkopolskich, w tym rodzinnego Grodziska Wielkopolskiego. Był radnym dzielnicy Jeżyce w Poznaniu (społecznie). Piastował też funkcję prezesa poznańskiego oddziału Towarzystwa Urbanistów Polskich (1970-1978). Został pochowany na cmentarzu Miłostowo w Poznaniu.

## Wybrane publikacje
- Niektóre problemy urbanistyczne miasta Poznania w latach 1961-1965
- Konkurs Urbanistyczno-Architektoniczny na zabudowę Placu Wiosny Ludów w Poznaniu[5]